# Contaminación hídrica

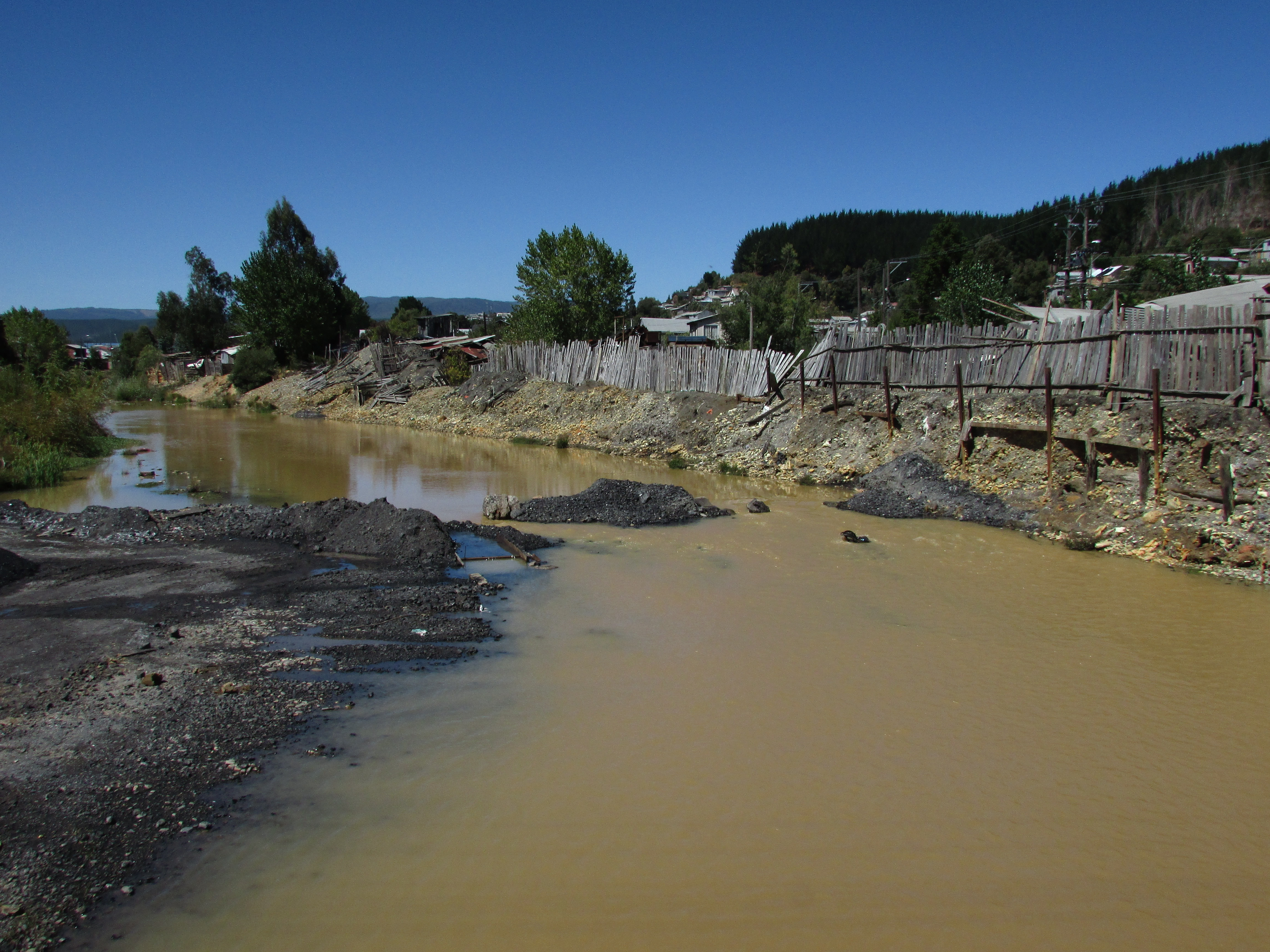
Agua contaminada en el río Curanilahue (Chile)

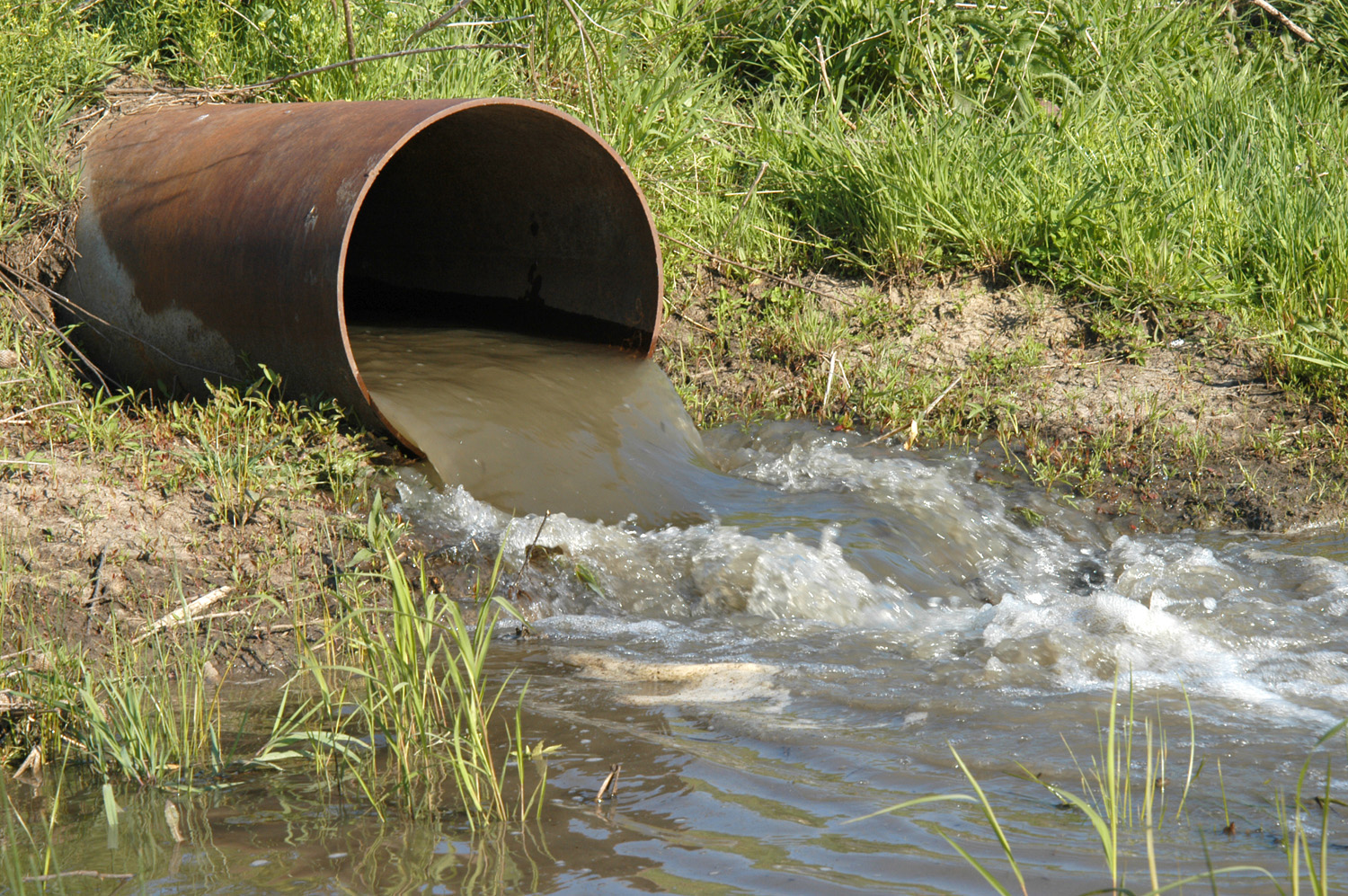
Vertido de aguas contaminadas

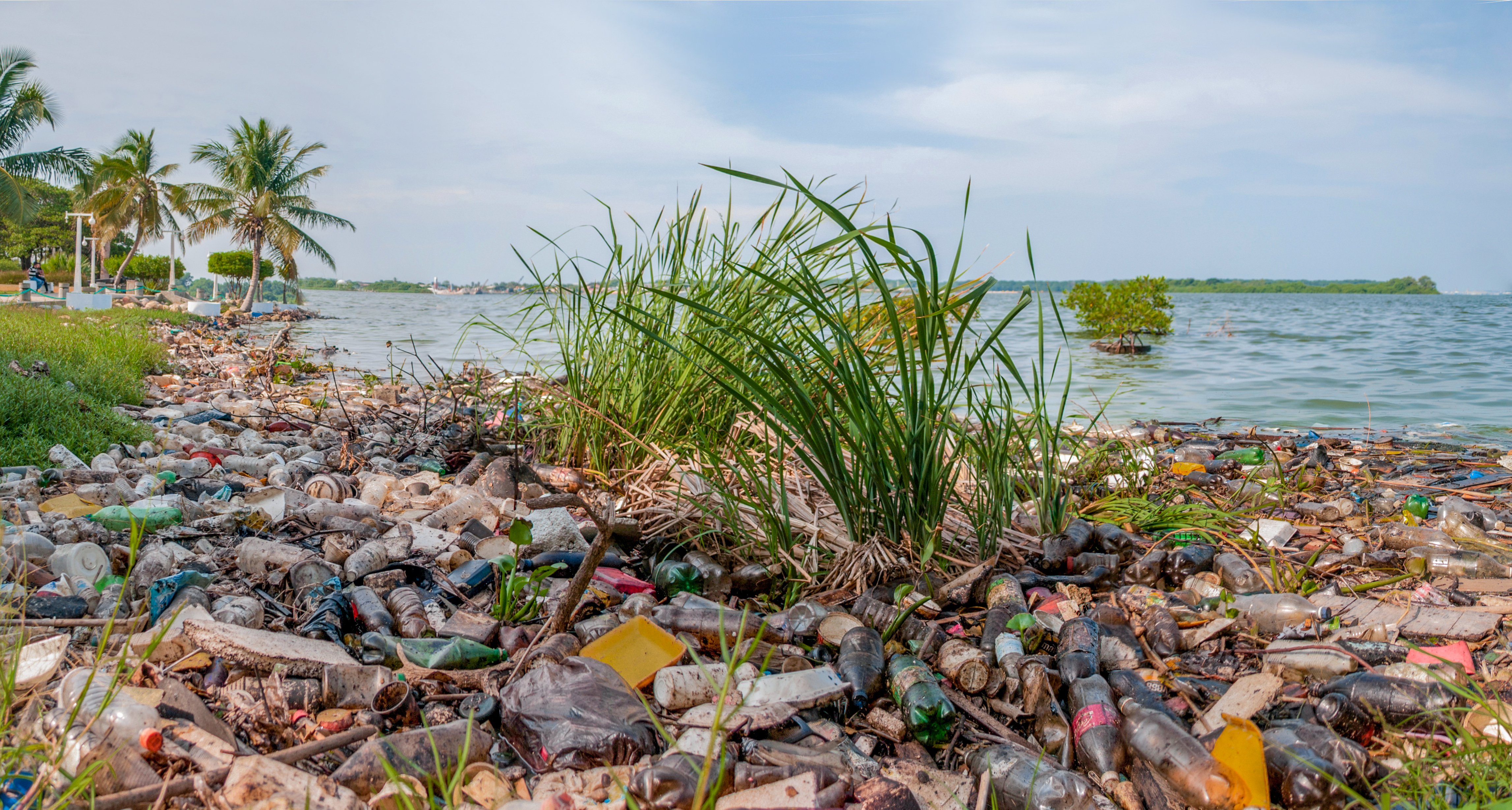
Contaminantes sólidos en el lago de Maracaibo

La contaminación hídrica o la contaminación del agua es una modificación de esta, que la vuelve impropia o peligrosa para el consumo, la industria, la agricultura, la pesca y las actividades, así como para los animales.
Aunque la contaminación de las aguas puede provenir de fuentes naturales, como la ceniza de un volcán, la mayor parte de la contaminación actual proviene de actividades humanas. Se da por la liberación de residuos y contaminantes que drenan a las escorrentías y luego son transportados hacia ríos, penetrando en aguas subterráneas o descargado en lagos o mares. Por derrames o descargas de aguas residuales, eutrofización o descarga de basura. O por liberación descontrolada del gas de efecto invernadero CO2 que produce la acidificación de los océanos. Los desechos marinos son desechos mayormente plásticos que contaminan los océanos y costas, algunas veces se acumulan en alta mar como en la gran mancha de basura del Pacífico Norte. Los derrames de petróleo en mar abierto por el hundimiento o fugas en petroleros y algunas veces derrames desde el mismo pozo petrolero.
El desarrollo y la industrialización suponen un mayor uso de agua, una gran generación de residuos, muchos de los cuales van a parar al agua y el uso de medios de transporte fluvial y marítimo que en muchas ocasiones, son causa de contaminación de las aguas por su petróleo o combustible. Las aguas superficiales son en general más vulnerables a la contaminación de origen antrópico que las aguas subterráneas, por su exposición directa a la actividad humana. Por otra parte, una fuente superficial puede restaurarse más rápidamente que una fuente subterránea a través de ciclos de escorrentía estacionales. Los efectos sobre la calidad - precio serán distintos para lagos y embalses que para ríos, y diferentes para acuíferos de roca o arena y grava de arena.
La presencia de contaminación genera lo que se denominan “ecosistemas forzados”, es decir ecosistemas alterados por agentes externos, desviados de la situación de equilibrio previa obligados a modificar su funcionamiento para minimizar la tensión a la que se ven sometidos.

## Principales contaminantes del agua
Los principales contaminantes del agua son los siguientes:
- Basuras, desechos químicos de las fábricas e industrias.
- Aguas residuales y otros residuos que demandan oxígeno (en su mayor parte materia orgánica, cuya descomposición produce la desoxigenación del agua).
- Agentes patógenos, tales como bacterias, virus, protozoarios, parásitos que entran al agua provenientes de desechos orgánicos, que incluyen heces y otros materiales que pueden ser descompuestos por bacterias aerobias.
- Productos químicos, incluyendo los pesticidas, diversos productos industriales, las sustancias tensoactivas contenidas en los detergentes, y los productos de la descomposición de otros compuestos orgánicos.
- Petróleo, especialmente el procedente de los vertidos accidentales.
- Minerales inorgánicos y compuestos químicos.
- Sedimentos formados por partículas del suelo y minerales arrastrados por las tormentas y escorrentías desde las tierras de cultivo, los suelos sin protección (cobertura vegetal), las explotaciones mineras, las carreteras y los derribos urbanos.
- Sustancias radioactivas procedentes de los residuos producidos por la minería y el refinado del uranio y el torio, las centrales nucleares y el uso industrial, médico y científico de materiales radiactivos.
- El calor también puede ser considerado un contaminante cuando el vertido del agua empleada para la refrigeración de las fábricas y las centrales energéticas hace subir la temperatura del agua de la que se abastecen.
- Vertimiento de aguas residuales. La mayor parte de los centros urbanos vierten directamente los desagües (aguas negras o servidas) a los ríos, a los lagos y al mar. Los desagües contienen excrementos, detergentes, residuos industriales, petróleo, aceites y otras sustancias que son tóxicas para las plantas y los animales acuáticos. Con el vertimiento de desagües, sin previo tratamiento, se dispersan agentes productores de enfermedades (bacterias, virus, hongos, huevos de parásitos, amebas, etc.).
- Vertimiento de basuras y desmontes en las aguas. Es costumbre generalizada en el país el vertimiento de basuras y desmontes en las orillas del mar, los ríos y los lagos, sin ningún cuidado y en forma absolutamente desordenada. Este problema se produce especialmente cerca de las ciudades e industrias. La basura contiene plásticos, vidrios, latas y restos orgánicos, que o no se descomponen o al descomponerse producen sustancias tóxicas (el hierro produce óxido de hierro), de impacto negativo.
- Vertimiento de relaves mineros. Esta forma de contaminación de las aguas es muy difundida y los responsables son los centros mineros y las concentradoras. Los relaves mineros contienen fierro, cobre, zinc, mercurio, plomo, arsénico y otras sustancias sumamente tóxicas para las plantas, los animales y el ser humano. Otro caso es el de los lavaderos de oro, por el vertimiento de mercurio en las aguas de ríos y quebradas.
- Vertimiento de productos químicos y desechos industriales. Consiste en la deposición de productos diversos (abonos, petróleo, aceites, ácidos, soda, aguas de formación o profundas, etc.) provenientes de las actividades industriales.
- Ruido de construcciones marítimas, barcos y pozos petroleros producen ondas sonoras no naturales que afectan la forma de vida de animales que se comunican por medio de la ecolocación como la ballena y el delfín.

Los mares son un sumidero. De forma constante, grandes cantidades de fangos y otros materiales, arrastrados desde tierra, se vierten en los océanos. Hoy en día, sin embargo, a los aportes naturales se añaden cantidades cada vez mayores de desechos generados por nuestras sociedades, especialmente aguas residuales cargadas de contaminantes químicos y de productos de desecho procedentes de la industria, la agricultura y la actividad doméstica, pero también de residuos radiactivos y de otros tipos.
En realidad, los océanos operan como gigantescas plantas carnívoras, a condición de no superar el umbral de lo que pueden tolerar. De lo contrario, se generan destrucción y muerte de las personas, e inconvenientes económicos y envenenamientos de la población humana. Esto, a corto plazo. A largo plazo, las consecuencias podrían ser catastróficas. Basta pensar únicamente en los efectos que la contaminación biológica –como consecuencia del incremento de fertilizantes- podría acarrear si la proliferación de formas microscópicas fuera tan grande que se redujera significativamente el nivel de oxígeno disuelto en el agua oceánica.
La contaminación tiende a concentrarse en los lugares próximos a las zonas habitadas e industrializadas. Así, la contaminación marina de origen atmosférico es, en determinadas zonas adyacentes a Europa (Báltico, mar del Norte, Mediterráneo), por término general, diez veces mayor que mar adentro, en el propio Atlántico norte; cien veces superior que en el Pacífico norte y mil veces más elevada que en el Pacífico sur. Sin embargo, y como consecuencia de la circulación general de los aires y de las aguas, cada año se detectan nuevos contaminantes en zonas tan apartadas como la Antártida –se ha encontrado DDT en la grasa de los pingüinos antárticos- o las fosas oceánicas.
La contaminación del medio marino provocada por el ser humano es muy superior a la atribuible a causas naturales. Las tasas de aporte de algunos elementos son elocuentes: el mercurio llega al océano a un ritmo dos veces y media superior al que sería debido únicamente a factores naturales; el manganeso multiplica por cuatro dicho ritmo natural; el cobre, el plomo y el cinc por doce; el antimonio por treinta y el fósforo por ochenta.
Algunos de los metales pesados, como el mercurio y el plomo, junto con el cadmio y el arsénico, son contaminantes graves, pues penetran en las cadenas alimentarias marinas, y, a través de ellas, se concentran. Así, por ejemplo, la enfermedad de Minamata –descubierta en los años 20 en la bahía japonesa de mismo nombre- ha provocado, en Japón y en Indonesia, miles de muertes y un número mucho mayor de enfermos con lesiones cerebrales. La causa que la produjo fue el consumo de atún y otros peces con contenidos elevados de mercurio procedente de los vertidos industriales de aquella zona costera. Igualmente, productos químicos como el DDT y los PCB son otros contaminantes químicos muy peligrosos.
El crecimiento de la contaminación en el agua solo ha hecho que cada día más nos veamos afectados, ya que esta afectación hace que cada uno de nosotros esté desaprovechando este valioso recurso como lo es el agua, y si no dejamos de botar basuras o desechos y si no hacemos algo suficientemente importante que cambie la mentalidad de nuestra gente, nunca se va a lograr llegar al objetivo por el que muchos de nosotros hemos tratado de luchar de alguna manera, así sea con un poco de lo que hemos aprendido sobre el cuidado ambiental. Y esto, sin un poco de conciencia hacia las industrias que son la principal causa de contaminación en nuestros océanos, va a continuar igual y en pocos años no vamos a poder contar con estas grandes y maravillosas hojas azules que recorren todo nuestro planeta y que por el descuido de todos nosotros hemos dejado atrás. Esto solo es una de las cosas por las cuales se debe cuidar lo que tenemos a nuestro alrededor, incluyendo este ecosistema que cubre el 71 % de nuestra corteza terrestre y que estamos dejando ir.
El agua es el único líquido vital, es decir, sin ella no podríamos vivir. A día de hoy, más de 2.200 millones de personas en el mundo no tienen acceso al agua potable. En los últimos años se ha visto un gran deterioro del planeta. El ser humano ha avanzado en cuanto a Ciencia y Tecnología, pero, como consecuencia, muchos ecosistemas se han visto afectados por el avance del desarrollo humano.
Los principales contaminantes del agua son desechos tóxicos, estos son arrojados por el ser humano; puede ir desde una persona que ensucia el agua con grandes cantidades de detergente o bien y el más perjudicial, empresas y fábricas que vierten toneladas de veneno a ríos, lagos, valles y océanos. Una manera muy efectiva para disminuir la contaminación hídrica podría ser no utilizar cantidades inmensas de detergentes y que las fábricas buscaran implementar técnicas para no tirar sus desechos tóxicos a zonas vitales para el planeta, pero gastarían más dinero del que ellos tienen previsto y seguramente no lo harían por su propia voluntad ya que lo que desean es tener mucha más ganancia económica.

### Nutrientes que eutrofizan las aguas

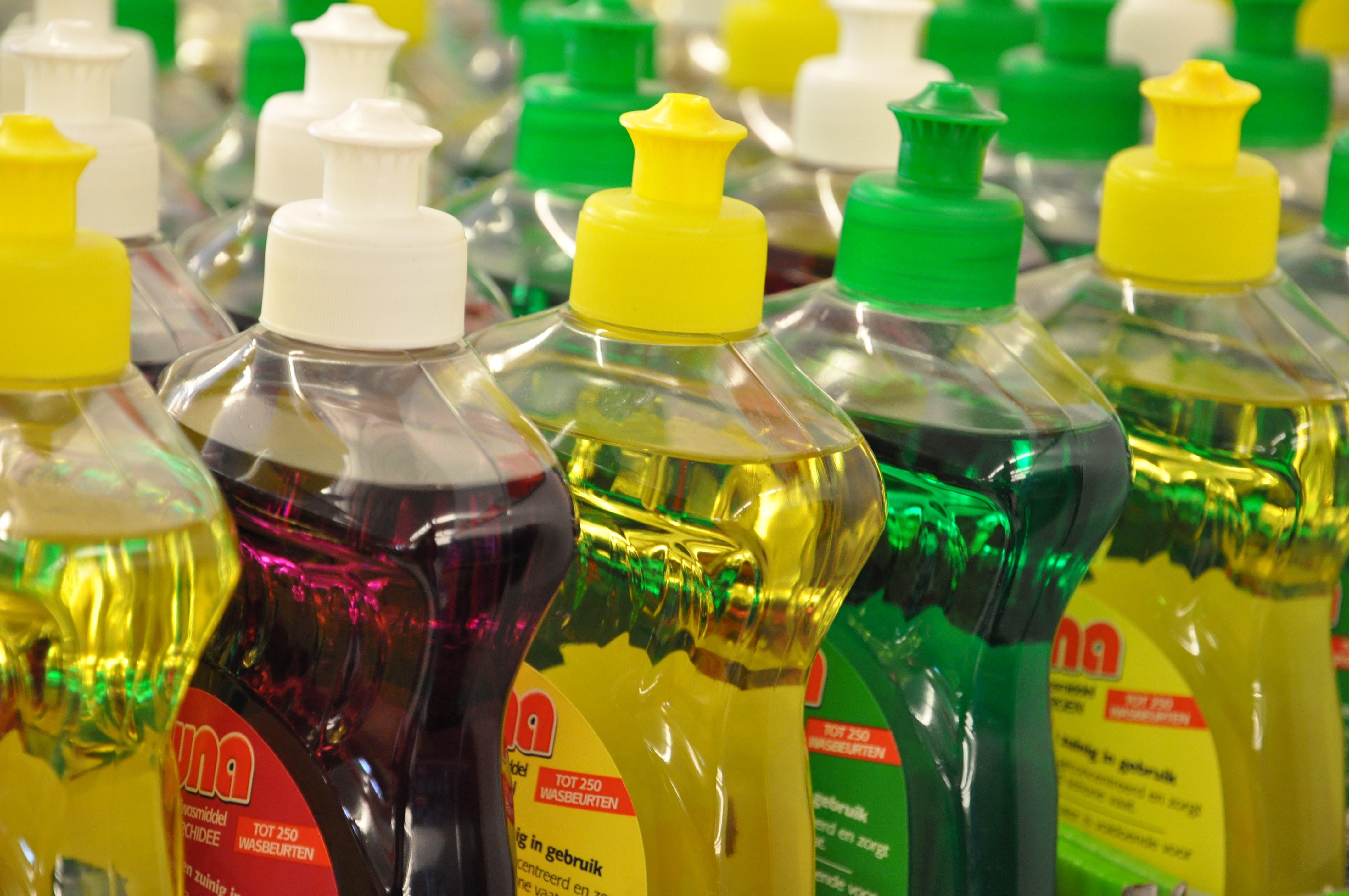
Los detergentes entre 1960 y 1970 estaban compuestos por más del 50 % su contenido con tripolifosfato de sodio, uno de los principales causantes de la eutrofización.